# Anastasios Douvikas

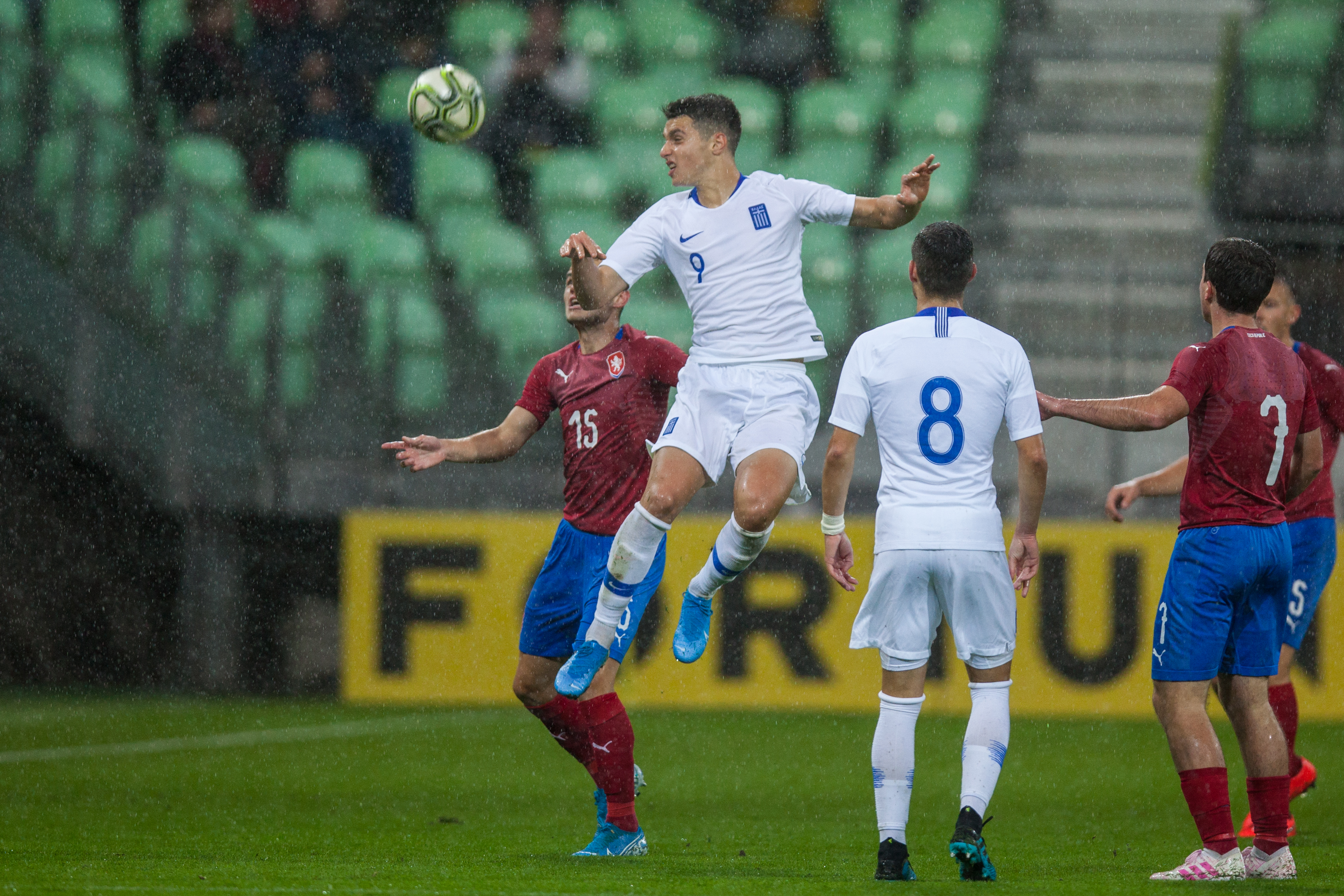
Douvikas (springend) in actie voor Griekenland onder 21 (2019)

Anastasios (Tasos) Douvikas (Grieks: Αναστάσιος (Τάσος) Δουβίκας) (Athene, 2 augustus 1999) is een Grieks voetballer die als aanvaller (centrumspits) voor Como 1907 speelt.

## Clubcarrière

### Asteras Tripolis
Douvikas is een jeugdproduct van Asteras Tripolis. Hij maakte zijn officiële debuut in het eerste elftal van de club op de eerste competitiespeeldag van het seizoen 2017/18 tegen PAS Giannina. Op 26 november 2017 scoorde hij zijn eerste competitiedoelpunt voor Asteras Tripolis in de 2–0 competitiezege tegen Levadiakos. Exact een maand eerder had hij ook al in de Griekse voetbalbeker gescoord tegen PAE Chania. Op het einde van zijn eerste profseizoen werd Douvikas uitgeroepen tot Jonge speler van het jaar in Griekenland. In totaal kwam hij uit in 52 wedstrijden voor de club, waarin hij vier keer wist te scoren en drie keer een assist wist af te geven.

### Volos NFC
In augustus 2020 stapte Douvikas over naar Volos NFC. Daar was hij in zijn eerste en tevens enige seizoen voor de club in 34 wedstrijden goed voor veertien doelpunten: tien in de reguliere competitie, één in de play-offs en drie in de Beker van Griekenland. Daarnaast wist Douvikas in totaal vier keer een assist af te geven.

### FC Utrecht
Op 23 april 2021 maakte FC Utrecht bekend dat Douvikas een overeenkomst tot de zomer van 2025 zou ondertekenen. FC Utrecht troefde daarmee onder andere RSC Anderlecht, AEK Athene en Olympiakos Piraeus af. Daarnaast was ook PAOK Saloniki geïnteresseerd in de aanvaller. Volos NFC liet daarbij weten dat ze Douvikas liever naar PAOK Saloniki zagen gaan. Volos NFC ontving ongeveer één miljoen euro voor de spits. Daarnaast wist de Griekse club een doorverkooppercentage te bedingen. In zijn periode bij FC Utrecht vroeg Douvikas om de sleutel van het trainingscomplex, om zo ook 's avonds aan zijn persoonlijke ontwikkeling in de fitnessruimte te kunnen werken.

#### Seizoen 2021/22
Op de eerste competitiespeeldag van het seizoen 2021/22 was Douvikas in de 4–0 overwinning tegen Sparta Rotterdam meteen trefzeker. Op 25 september 2021 scoorde Douvikas het doelpunt nummer 2500 van FC Utrecht. Waar hij bij FC Utrecht startte met rugnummer 18, nam hij na het tussentijdse vertrek van Adrián Dalmau in januari 2022 rugnummer 9 over. In de een na laatste speelronde van zijn eerste seizoen scoorde Douvikas ver in de blessuretijd de gelijkmaker in het 2–2 gelijkspel tegen AZ. Dit resulteerde in het feit dat AZ veroordeeld werd tot het spelen van play-offs voor Europees voetbal. In plaats van de Alkmaarders behaalden hierdoor juist FC Twente de vierde plaats. Deze plek gaf hen direct recht op het spelen van voorrondes voor de UEFA Europa Conference League. Als bedankje stond er later uit naam van FC Twente een kratje bier op de stoep van Stadion Galgenwaard. Drie andere FC Twente-supporters lieten een FC Twente-shirt bedrukken met 'Douvikas 90+4'. FC Utrecht eindigde het seizoen zelf als zevende en verloor in de halve finale van de play-offs over twee wedstrijden na verlening van Vitesse, waar in de finale wederom AZ de tegenstander zou zijn geweest. In zijn eerste seizoen in Utrecht eindigde Douvikas met tien doelpunten als clubtopscorer.

#### Seizoen 2022/23
In het seizoen 2022/23, zijn tweede seizoen bij de club, was hij op 2 september 2022 in de zesde speelronde van de Eredivisie belangrijk door in de met 3–4 gewonnen uitwedstrijd tegen Fortuna Sittard een hattrick te scoren. Douvikas kwam in minuut 63 bij een 1–1 stand voor Daishawn Redan in het veld en scoorde in minuut 70 de 1–2 , in minuut 77 de 1–3 en in minuut 86 de 2–4. Dit betrof de eerste zege van het seizoen voor de club. In de winterse transferperiode van het seizoen 2022/23 was er enige interesse vanuit andere clubs voor de diensten van Douvikas. Tot een vertrek kwam het echter niet en op 28 januari 2023 scoorde Douvikas in datzelfde seizoen nogmaals een hattrick. Dit keer als basisspeler in de in 5–5 geëindigde uitwedstrijd tegen AZ. Hij scoorde in de twaalfde en zestiende minuut de 0–1 en 0–2. Na 65 minuten zette hij FC Utrecht via het scoren van de 3–4 wederom op een voorsprong, dit nadat de ploeg via Nick Viergever op aangeven van Douvikas al terug was gekomen van een 3–2 achterstand. Tot slot gaf Douvikas ook de assist op de gelijkmakende 5–5 van Sander van de Streek. Zijn landgenoot Vangelis Pavlidis scoorde in diezelfde wedstrijd aan de kant van AZ eveneens een hattrick. Door zijn drie doelpunten stond Douvikas na de negentiende speelronde met tien doelpunten bovenaan de topscorerslijst. Een speelronde later scoorde hij vanuit een strafschop de enige treffer in het met 1–0 gewonnen thuisduel tegen sc Heerenveen, waardoor FC Utrecht een op dat moment directe concurrent op de ranglijst wist te verslaan. Douvikas eindigde in zijn tweede seizoen in de Eredivisie als gedeeld topscorer met Xavi Simons (beide negentien doelpunten). Hij werd de eerste speler van FC Utrecht ooit die dit wist te bereiken. Bovendien werd hij door de supporters van de club verkozen tot beste speler van het seizoen. Daarmee ontving hij de David di Tommaso-trofee.

#### Seizoen 2023/24
In aanloop naar de transferzomer van 2023 werd Douvikas door zijn prestaties in het voorgaande seizoen veelvuldig in verband gebracht met een transfer. Bij aanvang van het seizoen 2023/24 maakte hij nog wel steeds onderdeel uit van de selectie van FC Utrecht. In het voorgaande seizoen kon Douvikas al rekenen op steun vanuit de supporters middels een eigen spandoek waarop zijn doelpunten werden bijgehouden. In het seizoen 2023/24 was dit met een nieuw spandoek wederom het geval. In de derde speelronde van de competitie werd Douvikas op 27 augustus 2023 buiten de selectie gehouden om een transfer naar Celta de Vigo af te kunnen ronden. Een dag later vond de transfer doorgang en ontving FC Utrecht circa twaalf miljoen euro. Daarmee werd Douvikas de duurste uitgaande speler voor de Utrechtse club tot dan toe. In totaal kwam Douvikas uit in 77 wedstrijden voor FC Utrecht, waarin hij 32 keer wist te scoren en zeven keer een assist wist af te geven. Op 3 september 2023 nam Douvikas voorafgaand aan de thuiswedstrijd tegen Feyenoord middels een ereronde afscheid van het Utrechtse publiek en kreeg hij van de Supportersvereniging FC Utrecht een spandoek uitgereikt.

### Celta de Vigo
Na de ondertekening van een vijfjarig contract op 28 augustus 2023 sloot Douvikas aan bij Celta de Vigo, op dat moment onder leiding van Rafael Benítez. Op 1 september 2023 maakte hij zijn debuut tegen UD Almería (2–3 winst). Na 89 minuten verving hij Iago Aspas. Op 23 september 2023 scoorde hij in de met 3–2 verloren wedstrijd tegen FC Barcelona zijn eerste doelpunt voor de club. Douvikas tekende voor de 0–2, maar ondanks deze voorsprong verloor Celta de Vigo de wedstrijd door drie tegendoelpunten in de laatste tien minuten. Na zijn komst naar de club uit Vigo moest Douvikas veelal genoegen nemen met een reserverol en moest hij het hebben van invalbeurten. Wel werd hij, net zoals bij FC Utrecht, geprezen om zijn werklust en doorzettingsvermogen. Daarnaast kreeg hij complimenten over zijn behaalde rendement in het gemaakte aantal speelminuten, bijvoorbeeld in vergelijking met ploeggenoot Jørgen Strand Larsen. In het Spaanse bekertoernooi Copa del Rey scoorde Douvikas meermaals meerdere keren per wedstrijd en werd hij topscorer van het toernooi. Op 5 mei 2024 kwam Douvikas in de met 3–2 gewonnen thuiswedstrijd tegen Villareal na tachtig minuten binnen de lijnen. Twee minuten later kopte hij op aangeven van Iago Apsas de winnende treffer binnen. Met zijn treffer hielp Douvikas Celta de Vigo aan belangrijke punten in strijd tegen degradatie.
In de zomer van 2024 sloeg Celta de Vigo verschillende biedingen vanuit de Premier League op Douvikas af. In diezelfde periode kon Douvikas, mede door het vertrek van Strand Larsen naar Wolverhampton Wanderers, rekenen op meer speeltijd. Ook als basisspeler. Dit veranderde echter na de komst van Borja Iglesias. Op 30 oktober 2024 keerde Douvikas in de bekerwedstrijd tegen UD San Pedro (1–5 winst) terug in de basis, waarna hij tweemaal trefzeker was. Enkele dagen later verscheen Douvikas tijdens het competitieduel tegen Getafe wederom in de basis. Daarin was hij met het enige doelpunt beslissend. In diezelfde periode genoot Douvikas van interesse uit de Premier League. Zo zou Brentford in januari 2025 willen proberen hem naar Engeland te halen.
Eind december 2024 diende Douvikas een transferverzoek in bij Celta de Vigo. Hij zou zich niet kunnen vinden in de visie van trainer Claudio Giráldez. Giráldez verleende geen medewerking aan het verzoek van Douvikas en de club zou alleen een verkoop overwegen bij het ontvangen van goede biedingen.

### Como 1907
Begin februari 2025 maakte Douvikas de overstap naar het Italiaanse Como 1907. De club met trainer Cesc Fàbregas betaalde naar verluidt dertien miljoen euro. Op 29 maart 2025 scoorde Douvikas in de wedstrijd tegen Empoli eerste doelpunt voor Como 1907. Na een 1–0 voorsprong eindigde de wedstrijd in een 1–1 gelijkspel. Op 13 april 2025 was Douvikas met het enige doelpunt van de wedstrijd beslissend tegen Torino (0–1 winst).

## Clubstatistieken
| Seizoen                   | Club             | Competitie       | Competitie | Competitie | Competitie | Beker | Beker | Beker | Internationaal | Internationaal | Internationaal | Overig | Overig | Overig | Totaal | Totaal | Totaal |
| Seizoen                   | Club             | Competitie       | Wed.       | Dlp.       | Ass.       | Wed.  | Dlp.  | Ass.  | Wed.           | Dlp.           | Ass.           | Wed.   | Dlp.   | Ass.   | Wed.   | Dlp.   | Ass.   |
| ------------------------- | ---------------- | ---------------- | ---------- | ---------- | ---------- | ----- | ----- | ----- | -------------- | -------------- | -------------- | ------ | ------ | ------ | ------ | ------ | ------ |
| 2017/18                   | Asteras Tripolis | Super League     | 20         | 2          | 1          | 3     | 1     | 0     | –              | –              | –              | 0      | 0      | 0      | 23     | 3      | 1      |
| 2018/19                   | Asteras Tripolis | Super League     | 18         | 0          | 2          | 7     | 1     | 0     | 1              | 0              | 0              | 0      | 0      | 0      | 26     | 1      | 2      |
| 2019/20                   | Asteras Tripolis | Super League     | 1          | 0          | 0          | 1     | 0     | 0     | –              | –              | –              | 1      | 0      | 0      | 3      | 0      | 0      |
| 2020/21                   | Volos NFC        | Super League     | 26         | 10         | 3          | 4     | 3     | 0     | –              | –              | –              | 4      | 1      | 1      | 34     | 14     | 4      |
| 2021/22                   | FC Utrecht       | Eredivisie       | 34         | 9          | 3          | 1     | 1     | 0     | –              | –              | –              | 2      | 0      | 0      | 37     | 10     | 3      |
| 2022/23                   | FC Utrecht       | Eredivisie       | 32         | 19         | 4          | 4     | 2     | 0     | –              | –              | –              | 2      | 1      | 0      | 38     | 22     | 4      |
| 2023/24                   | FC Utrecht       | Eredivisie       | 2          | 0          | 0          | 0     | 0     | 0     | –              | –              | –              | 0      | 0      | 0      | 2      | 0      | 0      |
| 2023/24                   | Celta de Vigo    | Primera División | 32         | 7          | 1          | 5     | 6     | 2     | –              | –              | –              | 0      | 0      | 0      | 37     | 13     | 3      |
| 2024/25                   | Celta de Vigo    | Primera División | 20         | 3          | 1          | 1     | 2     | 0     | –              | –              | –              | 0      | 0      | 0      | 21     | 5      | 1      |
| 2024/25                   | Como 1907        | Serie A          | 13         | 2          | 2          | 0     | 0     | 0     | –              | –              | –              | 0      | 0      | 0      | 13     | 2      | 2      |
| Carrière totaal           | Carrière totaal  | Carrière totaal  | 198        | 52         | 17         | 26    | 16    | 2     | 1              | 0              | 0              | 9      | 2      | 1      | 234    | 70     | 20     |
| Bijgewerkt op 3 juni 2025 |                  |                  |            |            |            |       |       |       |                |                |                |        |        |        |        |        |        |

## Interlandcarrière
Douvikas maakte op 28 maart 2021 zijn interlanddebuut voor Griekenland. In de vriendschappelijke interland tegen Honduras (2–1 winst) liet toenmalig bondscoach John van 't Schip hem na rust invallen. Ook na zijn debuut werd Douvikas geregeld geselecteerd voor het nationale elfal. De voormalig bondscoach kreeg, net zoals bij het laten debuteren van Vangelis Pavlidis, daarop meermaals kritiek. Dit aangezien de Griekse voetbalsupporters graag ervaren centrumspitsen in het nationale elftal zouden zien staan. In de loop van 2023 werd Douvikas, tot verbazing van onder meer Angelos Charisteas, ondanks zijn prestaties als topscorer van de Eredivisie meermaals niet geselecteerd. In juni 2024 keerde hij tijdens interlands tegen Duitsland (2–1 verlies) en Malta (0–2 winst) terug bij het nationale elftal. In beide wedstrijden speelde hij mee als invaller.
| Interlands van Anastasios Douvikas | Interlands van Anastasios Douvikas | Interlands van Anastasios Douvikas | Interlands van Anastasios Douvikas | Interlands van Anastasios Douvikas | Interlands van Anastasios Douvikas | Interlands van Anastasios Douvikas |
| No.                                | Datum                              | Wedstrijd                          | Uitslag                            | Soort Wedstrijd                    | Doelpunten                         |                                    |
| Als speler bij Volos NFC           | Als speler bij Volos NFC           | Als speler bij Volos NFC           | Als speler bij Volos NFC           | Als speler bij Volos NFC           | Als speler bij Volos NFC           | Als speler bij Volos NFC           |
| ---------------------------------- | ---------------------------------- | ---------------------------------- | ---------------------------------- | ---------------------------------- | ---------------------------------- | ---------------------------------- |
| 1.                                 | 28 maart 2021                      | Griekenland – Honduras             | 2 – 1                              | Vriendschappelijk                  |                                    |                                    |
| Als speler bij FC Utrecht          |                                    |                                    |                                    |                                    |                                    |                                    |
| 2.                                 | 1 september 2021                   | Zwitserland – Griekenland          | 2 – 1                              | Vriendschappelijk                  |                                    |                                    |
| 3.                                 | 5 september 2021                   | Kosovo – Griekenland               | 1 – 1                              | Kwalificatie FIFA WK 2022          | 45'                                |                                    |
| 4.                                 | 8 september 2021                   | Griekenland – Zweden               | 2 – 1                              | Kwalificatie FIFA WK 2022          |                                    |                                    |
| 5.                                 | 12 oktober 2021                    | Zweden – Griekenland               | 2 – 0                              | Kwalificatie FIFA WK 2022          |                                    |                                    |
| 6.                                 | 11 november 2021                   | Griekenland – Spanje               | 0 – 1                              | Kwalificatie FIFA WK 2022          |                                    |                                    |
| 7.                                 | 14 november 2021                   | Griekenland – Kosovo               | 1 – 1                              | Kwalificatie FIFA WK 2022          |                                    |                                    |
| 8.                                 | 25 maart 2022                      | Roemenië – Griekenland             | 0 – 1                              | Vriendschappelijk                  |                                    |                                    |
| 9.                                 | 28 maart 2022                      | Montenegro – Griekenland           | 1 – 0                              | Vriendschappelijk                  |                                    |                                    |
| 10.                                | 5 juni 2022                        | Kosovo – Griekenland               | 0 – 1                              | UEFA Nations League 2022/23        |                                    |                                    |
| 11.                                | 9 juni 2022                        | Griekenland – Cyprus               | 3 – 0                              | UEFA Nations League 2022/23        |                                    |                                    |
| 12.                                | 24 september 2022                  | Cyprus – Griekenland               | 1 – 0                              | UEFA Nations League 2022/23        |                                    |                                    |
| 13.                                | 27 september 2022                  | Griekenland – Noord-Ierland        | 3 – 1                              | UEFA Nations League 2022/23        |                                    |                                    |
| 14.                                | 17 november 2022                   | Malta – Griekenland                | 2 – 2                              | Vriendschappelijk                  |                                    |                                    |
| 15.                                | 20 november 2022                   | Hongarije – Griekenland            | 2 – 1                              | Vriendschappelijk                  |                                    |                                    |
| Als speler bij Celta de Vigo       |                                    |                                    |                                    |                                    |                                    |                                    |
| 16.                                | 7 juni 2024                        | Duitsland – Griekenland            | 2 – 1                              | Vriendschappelijk                  |                                    |                                    |
| 17.                                | 11 juni 2024                       | Griekenland – Malta                | 0 – 2                              | Vriendschappelijk                  |                                    |                                    |
| 18.                                | 13 oktober 2024                    | Griekenland – Ierland              | 2 – 0                              | UEFA Nations League 2024/25        |                                    |                                    |

## Erelijst
| Individueel                                     |    |                        |
| Jonge speler van het jaar                       | 1x | 2017/18                |
| Super League Team van het jaar                  | 1x | 2020/21                |
| Volos NFC Speler van het jaar                   | 1x | 2020/21                |
| Eredivisie Team van de maand                    | 2x | Januari 2023, Mei 2023 |
| David di Tommaso-trofee                         | 1x | 2022/23                |
| Topscorer Eredivisie                            | 1x | 2022/23                |
| PSAP Beste Griekse voetballer in het buitenland | 1x | 2022/23                |
| Topscorer Copa del Rey                          | 1x | 2023/24                |